# Paraorientatractis semiannulata
Paraorientatractis semiannulata ist eine Art der Spulwürmer und einziger Vertreter der Gattung Paraorientatractis. Sie ist ein Parasit im Dickdarm der Terekay-Schienenschildkröte (Podocnemis unifilis).

## Merkmale
Die Gattung Paraorientatractis hat die Merkmale der Atractidae. Der längliche, gewundene Körper und ist durch Halbkreise auf der Rückenseite quergestreift. Die gut entwickelten Seitenflügel haben Längsleisten. Der Schwanz hat bei beiden Geschlechtern einen dünnen Anhang. Die Mundöffnung liegt terminal, ist trichterförmig und von vier Lippen umgeben, von denen jede eine einzelne Papille, ein Paar an der Basis eng beieinander liegender, rückwärts gebogener Dornen und einer einzelnen Dorne am distalen Rand trägt. Die beiden großen, seitlich gelegenen Amphiden sind hinter der Amphidenpore mit einem Paar kleiner Dornen besetzt. Die Halspapillen sind abgerundet und ragen nur wenig über die Oberfläche. Der Ösophagus ist familientypisch gegliedert. Die Exkretionspore öffnet sich in eine längliche Kammer vor dem Endkolben des Ösophagus. Männchen haben acht Paare von Schwanzpapillen, vier präkloakale und vier postkloakale, sowie ein Paar Phasmiden. Die Spicula sind ungleich, ihr Ende ist spitz, ein Gubernaculum ist vorhanden. Die kleine Vulva mündet nahe des Anus.
Männchen von Paraorientatractis semiannulata sind 2,35 bis 2,52 mm lang und vor der Kloake 0,05 bis 0,06 mm dick. Die Mundhöhle ist 10–15 µm lang. Die Exkretionspore liegt 0,28 bis 0,3 mm, die Halspapillen 0,16 bis 0,18 mm und der Nervenring 0,17 bis 0,19 mm hinter dem Vorderende. Der vordere muskulöse Ösophagusabschnitt ist 0,138 bis 0,153 mm lang, der hintere Drüsenteil 0,2 bis 0,225 mm. Die rückenseitigen Halbringe beginnen 0,155 bis 0,168 mm hinter dem Vorderende und reichen 0,12 bis 0,18 mm hinter die Kloake. Die Seitenflügel erstrecken sich von 0,185 bis 0,235 mm vom Vorderende bis 0,12 bis 0,18 mm hinter die Kloake. Das rechte Spiculum ist 86 bis 118 µm lang, das linke 220 bis 340 µm. Das Gubernaculum ist 40 bis 54 µm lang und in Seitenansicht S-förmig. Die Phasmiden liegen am Ende der Seitenflügel. Der Schwanz ist 0,64 bis 0,74 mm lang.
Weibchen sind 1,79 bis 2,55 mm lang und im Bereich der Vulva 0,045 bis 0,062 mm dick. Die Exkretionspore liegt 0,24 bis 0,3 mm, die Halspapillen 0,142 bis 0,185 mm und der Nervenring 0,15 bis 0,19 mm hinter dem Vorderende. Der vordere muskulöse Ösophagusabschnitt ist 0,118 bis 0,159 mm lang, der hintere Drüsenteil 0,175 bis 0,248 mm. Die Seitenflügel erstrecken sich von 0,102 bis 0,241 mm vom Vorderende bis 0,03 bis 0,168 mm hinter die Kloake. Die Vulva liegt 0,555 bis 0,845 mm vor der Schwanzspitze. Die Phasmiden liegen am Ende der Seitenflügel. Der Schwanz ist 0,52 bis 0,8 mm lang.